# Нишко споразумение (2002)
Вижте пояснителната страница за други значения на Нишко споразумение.
Нишкото споразумение с пълно име Начертание на споразумение за възстановяване на църковното единство (на сръбски: Нишки споразум, Нацрт споразума о васпостављању црквеног јединства, на македонска литературна норма: Нишка согласност, Нишки договор, Нишка спогодба) е договор между Сръбската православна църква и разколническия епископат в Република Македония, подписан на 17 май 2002 година с цел преодоляване на разкола.
Въпреки че е подписан от трима митрополити на разколническата Македонска православна църква, по-късно под натиск от властите в Скопие те се отказват от подписите си. Верен на договора остава единствено митрополит Йоан Велешки, който оглавява създадената по-късно в резултат на договора Православна охридска архиепископия под името Йоан VI Охридски.

## Реакции
Договорът е приет от петима от общо седмина владици в Република Македония. Обаче в резултат на силна медийна кампания против договора и натиск от държавната власт за отхвърлянето му, тримата подписали митрополити оттеглят подписите си. На 28 май 2002 година на пресконференция те заявяват, че в Ниш е подписан само работен документ, според който Македонската православна църква придобива автономен статус с възможна промяна на името в Охридска архиепископия, но крайното решение ще се обяви от главите на двете църкви с подписи на поправената версия на споразумението.
Нишкото споразумение е прието единствено от Йоан Велешки, който в септември 2002 година става глава на новообразуваната на територията на Република Македония автономна църковна организация Православна охридска архиепископия и вследствие на това е многократно арестуван, съден и лежи дълги години в затвора.
Сръбската църква продължава да настоява преговорите за влизане в канонично единство да се водят на основата на Нишкото споразумение, докато Македонската православна църква го отхвърля. Така например в 2012 година единият от подписалите Нишкото споразумение, Петър, вече митрополит преспанско-пелагонийски и председател на комисията за разговори със сръбската и други църкви, казва по отношение на условието в споразумението интронизирането на главата на МПЦ да става след съгласието на сръбския патриарх: „Могат само да сънуват за такова нещо! Това не е било никога, нито пък ще бъде“. Според него „В никой случай няма да приемем разговори със СМЦ според така нареченото Нишко споразумение, което е излязло от коловоза, по който искаме да се движим. Няма връщане назад.“